# Kościół św. Andrzeja w Graboszycach
Kościół pod wezwaniem św. Andrzeja w Graboszycach – zabytkowy, drewniany kościół parafialny parafii św. Andrzeja w Graboszycach. Wybudowany prawdopodobnie około 1585 roku, w następnym stuleciu dobudowano wieżę, którą następnie podwyższono w XVIII wieku. Znajduje się na Szlaku Architektury Drewnianej województwa małopolskiego.

## Architektura
Kościół jest orientowany, z szerszą nawą i prezbiterium konstrukcji zrębowej oraz wieżą konstrukcji słupowo-ramowej. Przylegająca od strony północnej piętrowa zakrystia posiada wspólny dach z prezbiterium, osobny dach z wieżą sygnaturki posiada nawa. Położona w zachodniej części kościoła wieża ma ściany mocno pochyłe w jej niższej części a wyżej znajdują się kolejno: izbica, węższe pięterko z dzwonami (dobudowane w XVIII wieku), blaszany hełm o kształcie cebulastym zwieńczony krzyżem.

## Wnętrze

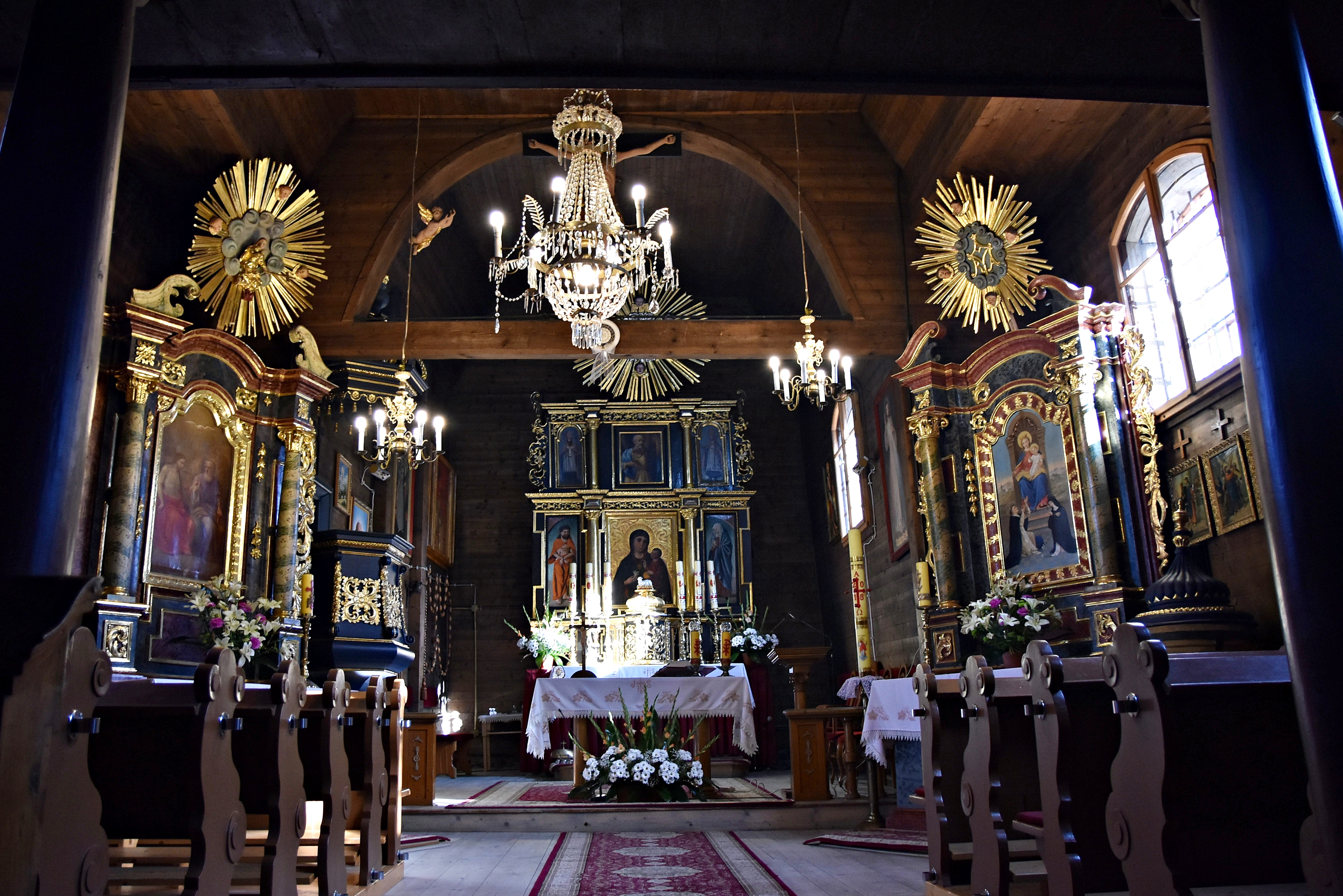
Wnętrze kościoła

Wnętrze nad prezbiterium i nawą przykrywa płaski strop z pozostałościami po zaskrzynieniach. W barokowym ołtarzu głównym znajdują się dwa obrazy boczne ś. Piotra i Andrzeja tryptyku podarowanego w XVI wieku przez królową Annę Jagiellonkę żonie ówczesnego właściciela Graboszyc, Dziwisza Brandysa. W miejscu niezachowanego obrazu środkowego jest wymalowany na desce obraz Matki Bożej z Dzieciątkiem, a powyżej obraz św. Andrzeja.